# Alfred Engleder
Alfred Engleder (* 18. Jänner 1920 in Sierning; † 30. April 1993 in Wien) war ein österreichischer Hilfsarbeiter und Serienmörder, der als sogenannte Bestie von Sierning und aufgrund der verwendeten Tatwaffe auch als Mörder mit dem Maurerfäustl bekannt wurde. In den Jahren 1951, 1955 und 1957 überfiel Engleder im Großraum der oberösterreichischen Stadt Steyr sechs Frauen, um sie zu vergewaltigen, wobei zwei Frauen die Angriffe nicht überlebten. Nach dem Überfall auf sein sechstes Opfer konnte er anhand von am Tatort zurückgelassenen Effekten als Täter identifiziert und nach viertägiger Flucht an der Grenze zur Tschechoslowakei entdeckt und festgenommen werden. 1958 wurde er zu lebenslanger Haft verurteilt und 26 Jahre später zur Bewährung entlassen. 1993 starb er an den Folgen eines Messerangriffs durch eine befreundete Prostituierte.

## Leben
Engleder wurde als Sohn eines Werkmeisters geboren und kam nach der Scheidung seiner Eltern im Alter von vier Jahren in das Waisenhaus Gosau und später in die Erziehungsanstalt Steyr-Gleink. Nach seinen Angaben sei die ihm dort zu teil gewordene Behandlung sehr streng und ungerecht gewesen, sodass sich in ihm schon damals Gefühle der Rachsucht und Bosheit entwickelt hätten. Nach sehr guten Fortschritten in der Pflichtschule, wurde ihm mit seinem 14. Lebensjahr ein Lehrplatz bei einem Linzer Schneidermeister vermittelt, den er jedoch aus gesundheitlichen Gründen nach weniger als einem Jahr aufgeben musste. Anschließend arbeitete er jeweils als Knecht bei Landwirten im Raum Gallneukirchen, Windischgarsten, Reithal bei Liezen und Wels, sowie bei einem Gastwirt in Gosau. Im Februar 1938 verschaffte ihm sein Vater einen Arbeitsplatz in einer Messer- und Stahlfabrik in Neuzeug, einer Ortschaft von Sierning. Im Oktober 1939 wurde er zum Reichsarbeitsdienst eingezogen und in Frankreich eingesetzt. Nach seiner Überstellung zur Wehrmacht war er zunächst in Steyr und dann neuerlich in Frankreich stationiert, von wo er im Dezember 1941 mit seiner Einheit nach Russland verlegt wurde. Im Dezember 1943 geriet er in russische Kriegsgefangenschaft und erlernte dort das Tischlerhandwerk, ehe er am 20. September 1947 in die Heimat zurückkam und ab Januar 1948 wieder in der Fabrik Neuzeug arbeitete. 
Im Februar 1949 heiratete er die im Sommer 1948 kennengelernte Marie L., die zwei außereheliche Kinder in die Beziehung mitbrachte. Die Ehe wurde am 9. Januar 1951 vor dem Kreisgericht Steyr geschieden. Als Begründung nannte Engleder heftige Streitigkeiten, welche von der Familie der Marie L. ausgelöst worden sein sollen. Noch vor der Scheidung hatte er Berta H. kennengelernt und war mit ihr ein Verhältnis eingegangen, aus welchem im Juli 1951 sein erstes Kind geboren wurde. Mitte Juli 1951 wurde er aus der Fabrik Neuzeug entlassen, wo er es zwischenzeitlich zum Vorarbeiter gebracht hatte, wurde anschließend Hilfsarbeiter einer anderen Messerfabrik in Steyr und beschäftigte sich bei einer Rudersport-Vereinigung. Am 27. Mai 1952 wurde er als Arbeiter bei den Steyr-Werken eingestellt und heiratete am 22. Juli 1952 Berta H., mit der er in der Folge noch zwei weitere Kinder bekam. Ab August 1956 war Engleder arbeitslos, hatte jedoch durch Ausführung von Schwarzarbeit in Verbindung mit der Arbeitslosenunterstützung ein ausreichendes Einkommen.
Engleder galt laut späterer Anklageschrift als fleißiger und geschickter Arbeiter, der sich um seine Kinder sorgte und als Zeichner sowie Bastler Anerkennung fand. Zudem habe er sich mit politischen Fragen beschäftigt und sich der Lektüre wissenschaftlicher Werke, unter anderem psychologischer Art, gewidmet.
Engleder sagte später aus, dass er sich nach seiner Entlassung Mitte Juli 1951 ständig mit dem Gedanken getragen habe, eine junge Frau, ganz gleich welche, richtig zu erniedrigen und zusammenzuschlagen. Er schilderte, dass er wiederholt mit dem Fahrrad unterwegs war, um eine Gelegenheit zu finden, ein jüngeres, hübsches Mädchen oder eine Frau niederzuschlagen und an ihr einen Geschlechtsverkehr auszuüben. Engleder behauptete laut Gericht, dass er schon seit seiner Jugend bei Frauen wenig Anwert gefunden habe. Dieser Umstand sowie seine körperliche Kleinheit hatten in ihm nicht nur Minderwertigkeitskomplexe hervorgerufen, sondern darüber hinaus einen grenzenlosen Hass gegen das weibliche Geschlecht erzeugt.

## Taten
Bei seinen Taten ging Engleder immer nach demselben Muster (Modus Operandi) vor. Auf einem Fahrrad fahrend näherte er sich Frauen und schlug ihnen mit einem als „Fäustel“ bezeichneten Tischler- bzw. Maurerhammer, den er verdeckt in einer Aktentasche mitführte, auf den Kopf, um die wehrlosen Frauen anschließend zu vergewaltigen.

### Elfriede K.
Am 31. Juli 1951 gegen 22:15 Uhr überfiel er im Bereich des „Zigeunerberges“, im Gemeindegebiet von Sierning, die auf der Voralpen Straße gehende 21-jährige Hilfsarbeiterin Elfriede K., welche aus Sierninghofen kommend auf dem Heimweg zu ihrer in Gründberg bei Steyr gelegenen Wohnung war. Engleder war der Frau zunächst mit seinem Fahrrad entgegengefahren, hatte dann gewendet, die Frau überholt und war vor ihr vom Fahrrad gestiegen, wobei er eine Panne vortäuschte. Als die Frau vorbeigegangen war, stieg er wieder auf das Fahrrad, näherte sich in langsamer Fahrt von hinten und versetzte ihr während der Vorbeifahrt mit dem Hammer einen Schlag gegen den Kopf. Anschließend stürzte sich Engleder auf die Frau und versetzte dieser mehrere weitere Hammerschläge auf den Hinterkopf. Durch einen zufällig vorbeikommenden Motorradfahrer ließ Engleder von der Frau ab und flüchtete mit seinem Fahrrad über eine Gemeindestraße in Richtung Wolfern. Durch das Einschreiten des Motorradfahrers konnte Elfriede K. in das Krankenhaus Steyr gebracht werden, wo bei ihr drei Rissquetschwunden am Kopf, die bis auf die knöcherne Schädeldecke reichten, eine Gehirnerschütterung und Gehörstörungen festgestellt wurden. Sie befand sich zwölf Tage in stationärer Behandlung und war bis 9. September 1951, somit 41 Tage in häuslicher Pflege und arbeitsunfähig. 
Engleder gestand, dass beim Anblick der auf der Straße alleingehenden Frau sein Vernichtungstrieb sich mit furchtbarer Wut gepaart habe und er nun richtig seine Wut ausgelassen und wie ein Wilder auf das Mädchen losgeschlagen habe. Er gab auch zu, beabsichtigt zu haben, das Mädchen geschlechtlich zu vergewaltigen um, wie er sich ausdrückte, ihre Erniedrigung durch einen Geschlechtsverkehr zu einer endgültigen zu machen. Der als Tatwerkzeug verwendete Tischlerhammer konnte nach seiner Verhaftung in der Werkstätte Engleders aufgefunden werden. 

### Margarete B.
Am 23. August 1955 gegen 21:00 Uhr entdeckte Engleder mit seinem Fahrrad im Ortsgebiet von Bad Hall die 27-jährige Margarete B., die sich auf Urlaub bei ihren Eltern in Waldneukirchen befand. Er folgte der zu Fuß unterwegs befindlichen Frau über die Landesstraße Waldneukirchner Straße, überholte sie mit dem Fahrrad, um das ihm wenig bekannte Gelände davor zu erkunden und fand im Bereich der Ortschaft Mühlgrub, Gemeinde Adlwang, eine ihm geeignet erscheinende Stelle im unverbauten Gebiet. Danach fuhr er wieder zurück, an der heimwärts gehenden Frau vorbei und wartete, bis Margarete B. an der ausgekundschafteten Stelle angelangt war. Daraufhin fuhr er von hinten an sie heran und versetze ihr im Vorbeifahren mit einem Maurerhammer einen kräftigen Schlag auf den Hinterkopf. Engleder zog die benommene Frau in eine angrenzende Wiese, versetzte ihr drei bis vier weitere Schläge mit dem Hammer auf den Kopf und vergewaltigte sie. Erst als ein Auto auf der nahen Straße vorbeifuhr, ließ Engleder von ihr ab und verließ unter Mitnahme der Hose und der Reisetasche seines Opfers den Tatort. Margarete B. kam wieder zu sich und konnte gegen 21:30 Uhr einen vorbeikommenden PKW-Lenker auf sich aufmerksam machen, weshalb auch sie in das Landeskrankenhaus Steyr verbracht wurde. Bei der dort vorgenommenen Untersuchung wurden eine Gehirnerschütterung, zahlreiche Rissquetschwunden und weitere Wunden im Kopfbereich, darunter mehrere Knochenabsplitterungen am Schläfenbein, sowie vier ausgebrochene Zähne festgestellt. Margarete B. befand sich bis 17. September 1955 in stationärer Behandlung und war selbst zum Zeitpunkt ihrer Zeugeneinvernahme am 13. Oktober 1955, 51 Tage nach dem Angriff, noch arbeitsunfähig.
Engleder gab zu der Tat an, dass er die Reisetasche des Opfers nur mitgenommen habe, um einen Raubüberfall vorzutäuschen. Ein Brillenetui aus der Reisetasche konnte später in der Werkstätte Engleders sichergestellt und von Margarete B. identifiziert werden.

### Gertrude B.
Am 6. November 1955 trat Engleder nicht seine Arbeitsschicht an, sondern fuhr mit seinem Fahrrad umher, da laut späterer Aussage sein „Hass gegen weibliche Wesen wieder groß gewesen“ sei. Gegen 17:30 Uhr sah er die 24-jährige Fabriksarbeiterin Gertrude B. mit einem Fahrrad auf der Ennser Straße von Steyr kommend in Richtung Ortsteil Dornach fahren. Engleder fuhr aus der Gegenrichtung kommend an ihr vorbei, kehrte dann um und folgte der Frau auf den Gemeindeweg in Richtung Niedergleink. Etwa 100 m nach der Ortschaft Niedergleink, im Gemeindegebiet von Dietach, fuhr er an sie heran, streifte ihr Fahrrad mit seinem und versetzte ihr, noch im Fahren, mit dem bereitgehaltenen Fäustl kurz nacheinander zwei oder drei Schläge auf den Hinterkopf, wodurch Gertrude B. und auch Engleder zu Sturz kamen. Engleder erhob sich, stürzte sich auf die Frau und forderte sie zum Geschlechtsverkehr auf, wobei er ihr auch mit dem Umbringen drohte und mehrmals mit dem Maurerhammer auf sie einschlug. Aufgrund der heftigen Gegenwehr und des lauten Schreiens seines Opfers ließ er von Gertrude B. ab und flüchtete. Gertrude B. wurde von einem Arzt erstversorgt und in das Landeskrankenhaus Steyr eingeliefert, wo eine fünfstrahlige und fast bis auf den Knochen reichende Rissquetschwunde am Hinterkopf, zwei weitere Rissquetschwunden und eine Prellung des Kopfes feststellbar waren. Gertrude B. befand sich bis 19. November 1955, somit 14 Tage im Krankenhaus wurde dann in häusliche Pflege entlassen, war aber noch bis 4. Dezember 1955, somit insgesamt 29 Tage arbeitsunfähig.
Nach dem gerichtsärztlichen Gutachten standen die aus einer Y-förmigen Narbe zu ziehenden Schlüsse mit den späteren Angaben Engleders über das verwendete Tatwerkzeug in Einklang. Seine Schilderung, ihm sei beim Handgemenge vom Opfer ein Knopf seines Mantels abgerissen worden, den er sich selbst nachgenäht habe, konnte dadurch bescheinigt werden, da bei einem Knopf des sichergestellten Mantels Engleders ein anderer Nähstich als bei den übrigen Knöpfen sichtbar war.

### Margarete F.
Laut eigener Aussage Engleders sei er durch das Misslingen seines „Vorhabens“ vom 6. November nicht zur Ruhe gekommen und habe daraufhin täglich nach Einbruch der Dunkelheit mit seinem Fahrrad in Steyr und Umgebung nach einem neuen Opfer Ausschau gehalten. Am 10. November 1955 gegen 17:00 Uhr fuhr er mit seinem Fahrrad über Wolfern, Judendorf, Dietach, Dornach und Gleink nach Steyr, wo er gegen 19:30 Uhr in einem Gasthaus einkehrte. Danach fuhr er Richtung Sierning, entschloss sich aber dann, nochmals nach Steyr zurückzukehren. Als er gegen 20:05 Uhr am Krankenhaus in Steyr vorbeifuhr, sah er die 25-jährige Narkoseschwester Margarete F., die gerade aus dem Krankenhaus kam und zu Fuß zu einem stadtauswärts auf der Sierninger Straße vereinbarten Zusammentreffen wollte. Engleder folgte der Frau, wobei er sie zweimal überholte, bis zum Ende der Gründbergsiedlung. Als Margarete F. gegen 20:15 Uhr die Siedlung hinter sich gelassen und sich ca. 200 m außerhalb des Ortsgebietes Steyr, Richtung Sierning (ca. 900 m vom Krankenhaus) im unverbauten Gelände befand, fuhr Engleder den Hammer bereits in der Hand haltend, der Margarete F. nach und versetzte ihr im Vorbeifahren einen wuchtigen Schlag auf den Hinterkopf. Die zu Boden gesunkene Margarete F. wurde anschließend von Engleder in eine angrenzende Wiese geschleppt und nochmals mit dem Hammer auf den Kopf geschlagen. Beim Versuch, sein Opfer weiter in die Wiese zu schleppen, stürzten Engleder und Margarete F. über einen rund drei Meter hohen Felsabsturz in Richtung Steyr-Fluss. Dort knebelte Engleder die Frau mit einem Strumpfoberteil und schlug weiter auf sie ein, ehe er sie vergewaltigte und dann vom Tatort floh.
Die Leiche von Margarete F. wurde zwei Tage später von der Polizei nahe des Ufers der Steyr aufgefunden und wies acht schwere Kopfverletzungen auf. Laut Obduktionsbefund wurde als Todesursache eine ausgedehnte Zertrümmerung des knöchernen Schädeldaches, wobei Knochenbruchstücke ins Schädelinnere drangen und hierdurch eine Hirnrindenquetschung sowie Blutungen im Schädelraum verursachten, festgestellt. Die nach dem Mord falsche Verdächtigung und Inhaftierung des zu diesem Zeitpunktes als Narkosemediziner im Landeskrankenhaus Steyr arbeitende Günther Hoflehner, späterer Primararzt und Hofrat, der mit dem Mordopfer eine Beziehung führte, war Thema des 1958 gedrehten Spielfilms Gestehen Sie, Dr. Corda!.
Das Geständnis von Engleder wurde später durch die am Tatort gemachten Feststellungen, sowie die vom gerichtsmedizinischen Institut und vom Universitätsinstitut für Kriminologie erstatteten Gutachten bestätigt.

### Herta F.
Nach dem tödlichen Angriff auf Margarete F. unternahm Engleder bis Juni 1957 keine weiteren Angriffe auf Frauen. Erst zu diesem Zeitpunkt sei laut eigener Aussage wieder der Entschluss bei ihm gereift, seine Wut an einer Frau oder einem Mädchen auszulassen. Zwei von ihm geschilderte Gelegenheiten am 7. Juni 1957 bei Waldneukirchen und am 8. Juni 1957 bei Sierning habe er jedoch nicht umgesetzt.
Am 10. Juni 1957 gegen 21:10 Uhr fuhr er mit dem Fahrrad von Neuzeug kommend über den Lettenweg, auch Mitterweg genannt, nach Sierning und sah beim dortigen Sportplatz die 22-jährige Fabriksarbeiterin Herta F., welche sich dort mit einem Freund und einer Freundin getroffen hatte und nun alleine zu Fuß über den Lettenweg den Heimweg antrat. Gegen 21:20 Uhr fuhr Engleder in der von ihm geübten Weise an die Frau heran und versetzte ihr mit dem Hammer einen Schlag gegen den Hinterkopf, wodurch Herta F. zu Boden sank. Anschließend zerrte Engleder die Frau in ein angrenzendes Weizenfeld und schlug ihr neuerlich mit dem Hammer auf den Kopf, ehe er sie mittels eines mitgeführten Dreieckshalstuchs knebelte und vergewaltigte. Laut späterer Aussage von Engleder soll das Opfer wieder zu sich gekommen und ihn in ein Handgemenge verwickelt haben, weshalb er ihr neuerlich mit dem abgelegten Hammer mit aller Kraft einen schweren Schlag auf den Kopf versetzt habe. Danach habe er sie weiter in das Weizenfeld gezerrt und sich durch Abfühlen des Pulses und Abhorchen der Herztöne von ihrem Tode überzeugt, ehe er mit der Halskette und der Handtasche des Opfers vom Tatort floh. Die Leiche von Herta F. wurde bereits am nächsten Tag von der Polizei aufgefunden. Aus dem Obduktionsgutachten ging hervor, dass Herta F. von mindestens 15 Hammerschlägen getroffen worden sein muss und dass sie infolge der Zertrümmerung des Schädels, Zerquetschung des Gehirnes und starkem Blutverlust, sowie zufolge der Knebelung an Erstickung eines gewaltsamen Todes gestorben ist.
Engleder deponierte die Handtasche seines Opfers, samt der darin befindlichen Halskette, am Tag nach dem Mord in einer Bankreihe der Michaelerkirche in Steyr und erkundigte sich im Anschluss bei den Steyr-Werken nach einer Anstellung. Zudem gab Engleder später zu Protokoll, den gerichtlichen Lokalaugenschein am Tatort nachmittags mit einem Fernglas beobachtet zu haben. Am 14. Juni 1957 schrieb er einen anonymen Brief an das Bundespolizeikommissariat Steyr, in welchem er Einzelheiten der Tat ebenso schilderte, wie seine Motive und den Ablageort der Handtasche des Opfers. Unterschrieben war der Brief mit dem Wortlaut „Der Mörder.“ Die späteren Darstellungen Engleders über den Hergang der Tat, die er im Zuge seines polizeilichen und gerichtlichen Geständnisses, sowie in dem, erwiesenermaßen von ihm verfassten anonymen Brief gab, konnten durch die Ermittlungsergebnisse bestätigt werden. Zudem stimmten Verletzungsspuren mit der Schlagfläche eines aus seinem Besitz stammenden Maurerhammers überein. Das als Knebel verwendete Dreieckstuch war den Erhebungen zufolge als Schlusstuch einer Wagenladung anlässlich einer Holzlieferung in den Besitz Engleders gelangt.

### Herta S.
Am 15. Juni 1957 fuhr Engleder mit seinem Fahrrad nach Einbruch der Dunkelheit nach Dietach und von dort über Kematen an der Krems und Kremsmünster nach Rohr im Kremstal, wo er in einem Gasthaus einkehrte. Als er seine Fahrt in Richtung Hehenberg, Gemeinde Bad Hall, fortsetzte, sah er nach 22:00 Uhr auf der Bad Haller Landesstraße die 21-jährige Maschinenstrickerin Herta S., welche ihren Vater auf dem Heimweg ein Stück begleitete und sich an der Abzweigung von Rohr nach Sierning von ihm verabschiedete, wobei Engleder an den beiden, sein Fahrrad schiebend, vorbeiging. Engleder ließ sich von der nun alleine weitergehenden Herta S. überholen, setzte sich dann auf sein Fahrrad und schlug im Vorbeifahren der Frau mit dem Hammer auf den Kopf. Herta S. begann daraufhin zu schreien und konnte einem zweiten Hammerschlag ausweichen, ehe sich plötzlich aus Richtung Rohr ein Motorradfahrer näherte, der Engleder zu einer ungeplanten Flucht über die Straßenböschung zwang, wobei er seine Armbanduhr, sein Fahrrad, seine Aktentasche und die Tatwaffe zurückließ. 
Der Motorradfahrer brachte Herta S. zum Gendarmerieposten Bad Hall, wo sie zunächst von einem Arzt primär versorgt und am folgenden Tag in das Landeskrankenhaus Steyr eingeliefert wurde. Sie hatte durch den auf ihren Kopf geführten Schlag eine bis an den Knochen reichende Platzwunde über dem linken Scheitelbein erlitten und befand sich 13 Tage bis zum 29. Juni 1957 in Spitalspflege. Die Dauer ihrer Gesundheitsbeeinträchtigung und Berufsunfähigkeit betrug mehr als 28 Tage.

## Fahndung
Seitens der Sicherheitsbehörden konnte schnell ein Tatzusammenhang mit den bislang ungeklärten Überfällen auf Frauen in der Umgebung hergestellt und eine Großfahndung eingeleitet werden. Über Presse und Rundfunk wurde die Bevölkerung um Mithilfe ersucht. Engleder war nach dem Angriff auf Herta S. zu Fuß auf Umwegen in sein Zuhause nach Sierning gelangt und unterwegs von der bereits alarmierten Gendarmerie kontrolliert werden, vermochte aber durch Angabe eines erfundenen Alibis den Verdacht von sich abzulenken. Da er jedoch mit einer Überprüfung seines Alibis rechnete, entschloss er sich noch in der Nacht zur Flucht in die Tschechoslowakei. 
Die am Tatort aufgefundenen Effekten des Täters wurden den Bewohnern der umliegenden Ortschaften zur öffentlichen Schau gestellt, wobei ein Geschäftsmann die am Tatort aufgefundene Chromarmbanduhr erkannte und als dessen Besitzer Alfred Engleder benennen konnte. Nach Bestätigung durch Engleders Ehefrau, welche die zurückgelassenen Gegenstände als die ihres Mannes identifizierte, wurde eine Fahndung nach diesem eingeleitet. 
Engleders späterer Aussage zufolge, habe er kurz nach Mitternacht des Tattages seine Wohnung unter Mitnahme eines Geldbetrages verlassen, sich in seine in Wetzendorf, Gemeinde Sierning, gelegene Bastelwerkstätte begeben, dort das von ihm deponierte Bargeld, sowie nach Einsteigen in die Diensträume des dortigen Umspannwerkes ein ihm nicht gehöriges Handtuch, einen Rucksack, sowie einen Herrenhut an sich genommen und sich dann über Pichlern in Sierning nach Aschach an der Steyr begeben. Am nächsten Tag habe er sich bei einem Bauern mit Lebensmitteln versorgt und in einem Kornfeld verborgen, sowie seine Kleider gewechselt. Am Abend sei er nach Ternberg gegangen und mit dem letzten Zug nach Kleinreifling gefahren, wo er in einer leeren Zugsgarnitur übernachtet habe. Am 17. Juni sei er mit dem ersten Zug nach Amstetten gefahren, habe sich dort neue Kleider gekauft und dann seine Flucht nach St. Pölten fortgesetzt, wo er sich eine Landkarte besorgte. Noch am gleichen Tag sei er nach Vernichtung seiner Dokumente nach Sigmundsherberg weitergefahren, wo er in einem Strohschober übernachtet habe. Am 18. Juni habe er sich in Wäldern versteckt gehalten und schließlich Retz erreicht, wo er sich erneut Kleidung und einen Feldstecher kaufte. Am Abend traf er in Niederfladnitz bei Retz ein und nächtigte in einem Strohschober beim Schloss Karlhorst, in nächster Nähe der österreichisch-tschechoslowakischen Grenze. Seine Absicht sei es gewesen, am nächsten Tag die Verhältnisse an der Grenze auszukundschaften.
Nachdem Engleder am 19. Juni 1957 bei der Baumschule des Schlosses Karlhorst, im Gras versteckt liegend, die dort arbeitenden Frauen mit seinem Feldstecher längere Zeit beobachtet hatte, wurde er gegen Mittag von einer dieser Frauen entdeckt und vom daraufhin benachrichtigten Forstwart Johann Hansal sowie dem Förster Rudolf Wiesinger gestellt und zur Ausweisleistung aufgefordert. Da er keine Ausweispapiere bei sich hatte und sich in Widersprüche verwickelte, wurde er von Hansal zur Zollwachabteilung Niederfladnitz eskortiert. Noch auf dem Weg dorthin gestand Engleder seinen wahren Namen. Von der Zollwachabteilung aus wurde Engleder anschließend zum Gendarmerieposten Pleißing verbracht und die Festnahme ausgesprochen. Sofort gestand er den Überfall auf Herta S., sowie die bis dahin unaufgeklärten Überfalle auf Herta F., Margarete F. und Margarete B. verübt zu haben. Im Wiener Sicherheitsbüro wiederholte er sein Geständnis und gab auch die zwei weiteren von ihm verübten Verbrechen zu. Dieses Geständnis hielt Engleder auch vor dem Untersuchungsrichter aufrecht. 
In einem aus der Haft an seine Ehefrau geschriebenen Brief teilte er mit;
„Den Frauen gegenüber hatte ich den größten Hass, für mich war ihr Wert gleich einer Zigarette, die man einige Zeit genießt und in den Kot wirft und zertritt.“
Die anfangs erfolglose Suchaktion nach Engleder diente Jahre später dem Kabarettisten Helmut Qualtinger als Vorlage für das Kriminalstück Unternehmen Kornmandl.

## Verurteilung
Engleder wurde 1958 vor dem Kreisgericht Steyr als Geschworenengericht zu lebenslanger Haft verurteilt, jedoch nach 26 Jahren Haft auf Bewährung entlassen. Er arbeitete danach als Haustischler im Wiener Schottenstift. Dort wurde er am 8. April 1993 von einer Prostituierten, die er näher kannte, nach einem Streit mit einem Küchenmesser in den Rücken gestochen und erlag 22 Tage später seinen Verletzungen.